# PRADO
PRADO (англ. Public Register of Authentic Identity and Travel Documents Online) — реєстр, загальнодоступний сервіс Генерального секретаріату Ради Європейського Союзу (DG H) 22 офіційними мовами Європейського Союзу, що пропонує різноманітну інформацію стосовно ознак справжності ідентифікаційних документів країн-членів ЄС, а також Норвегії і Ісландії та включає в себе
банк даних з описом документів, словником та контактними адресами організацій країн видачі документа.
Цільова група — урядові й неурядові організації, роботодавці, поштові відомства тощо.